# Tomášikovský presyp
Tomášikovský presyp je přírodní památka v katastrálním území obce Tomášikovo v okrese Galanta v Trnavském kraji na Slovensku. Území bylo vyhlášeno v roce 1973 a jeho rozloha je 0,99 hektaru. Předmětem ochrany je písečný přesyp s typickými pískomilnými a suchomilnými společenstvy rostlin a živočichů.